# Стрпљење
Стрпљење је способност издржавања притиска или неког дешавања које може бити непријатно или мучно у тешким тренуцима. Такође, подразумева одсуство жустрог и оштрог реаговања на неприхватљиво понашање појединца које обично изазива бес. Свака особа има границу одржавања стрпљења након које се испољавају одређене негативне емоције.
Стрпљење се анализира и на разним психичким, научним и верским нивоима.